# SN 2007lz
SN 2007lz – supernowa typu II odkryta 8 października 2007 roku w galaktyce A003123+0019. W momencie odkrycia miała maksymalną jasność 21,00m.